# 鬼の花嫁
『鬼の花嫁』（おにのはなよめ）は、クレハによる日本のライト文芸。イラストは白谷ゆうが担当している。「ノベマ！」にて2019年から連載され、書籍版はスターツ出版文庫（スターツ出版）にて2020年10月から刊行されている。略称は「鬼花」。「第1回ノベマ！キャラクター短編小説コンテスト」では優秀賞を受賞した。2025年6月時点で電子版を含めたシリーズ累計部数は580万部を突破している。
『noicomi』（同）にて富樫じゅんによるコミカライズが2021年12月より連載されている。「コミックシーモア年間ランキング」少女マンガ部門では2022年版から2年連続1位を獲得しており、同サイトによる「みんなが選ぶ!!電子コミック大賞2023」では大賞を受賞している。「第7回みんなが選ぶTSUTAYAコミック大賞」では3位を獲得している。また、テレビアニメ化が決定している。

## あらすじ
あやかしと人間が共存する世界で生きる平凡な高校生・柚子は両親から不当な扱いを受け続けており、妖狐の花嫁に選ばれた妹・花梨ばかりが溺愛されていた。さらに恋人の大和から既に花嫁に選ばれているにも関わらず花梨に惚れたことが理由で別れを告げられてしまう。その後、柚子は自身に優しく接してくれる祖父母から貰った誕生日プレゼントのワンピースを、花梨からデートに着るために貸すようにせがまれる。しかし、柚子がこれを拒否したことから姉妹喧嘩へと発展し、結果的にワンピースが破れたことで激怒した柚子は花梨に手を上げる。自身の花嫁である花梨が傷つけられたことで激怒した妖狐のあやかし・狐月瑶太は柚子に炎を浴びせ、柚子は手に火傷を負ってしまう。こうして家では誰からも愛されず、必要ともされないことへの絶望から飛び出した柚子は、あやかしの中で最上位に位置する鬼龍院一族の次期当主・鬼龍院玲夜と偶然出会う。そして、柚子は玲夜から「会いたかった、俺の花嫁」と告げられる。

## 登場人物
柚子（ゆず）
本作の主人公である女子高校生。これまで誰からも愛された経験がなく、両親からも蔑ろにされていた。学校関係の友人や教師との関係は良好で祖父母が自身の身を案じてくれていた。優しく思いやりがある一方で、辛く苦しいことがあっても黙って耐えてしまう性格をしている。

鬼龍院玲夜（きりゅういん れいや）
鬼のあやかしで鬼龍院一族の次期当主。漆黒の髪や赤い瞳を持っており、人間離れした美しい容姿をしている。無表情で冷酷だが、高いカリスマ性を持つ。花嫁の柚子だけには優しく接する。
子鬼（こおに）
玲夜が霊力で作り出した2体の使役獣。1体は白髪でもう1体は黒髪。小柄だが瑶太を撤退させるほど能力は高い。
花梨（かりん）
柚子の妹で、瑶太の花嫁。柚子とは異なり社交的な性格をしており、両親や瑶太から非常に甘やかされ、溺愛されて育ってきた。周囲も瑶太には誰に逆らえない状態だった。その為非常にワガママで精神年齢も言動も幼く、柚子を見下しており、「鬼の花嫁」に選ばれてしまった彼女を認めたくないと思っている。

狐月瑶太（こげつ ようた）
花梨を花嫁に持つ妖狐のあやかし。あやかしの中では位が高く、資産家でもある。花梨のことを溺愛しており、彼女のためなら何でもする覚悟である。

透子（とうこ）
柚子の親友で中学生の時から東吉の花嫁。ポニーテールで勝気な性格をしているが、友達思いである。柚子の境遇に同情し、彼女の両親や妹である花梨を激しく嫌悪しており、特に花梨に対しては名前も呼びたくない程嫌悪し、あの女と呼んでいる。

猫田東吉（ねこた とうきち）
透子を花嫁に持つ猫又のあやかしで、通称は「にゃん吉」。透子を溺愛しているが、彼女の尻に敷かれている。あやかしでは下位で霊力は弱い。

鬼山桜子（きやま さくらこ）
玲夜の元婚約者の鬼である美しい女性。鬼龍院家の筆頭分家の令嬢であり、高い霊力を持つ。

津守幸之助（つもり ゆきのすけ）
玲夜に敵対心を抱く陰陽師。

一龍斎ミコト（いちりゅうさい ミコト）
龍の加護を持つ一族の令嬢。
鬼龍院千夜（きりゅういん せんや）
鬼龍院一族の現当主で、玲夜の父。外見はともかく内面は息子に似ず飄々としている。
鬼龍院沙良（きりゅういん さら）
千夜の妻で玲夜の母。千夜とは政略結婚だが夫婦仲は良好である。
狐雪撫子（こせつ なでしこ）
妖狐のあやかしの頂点、狐雪家の現当主の女性。古風な話し方をする。普段は穏やかだが、状況によっては容赦のない一面もある。

## 用語
あやかし
世界大戦後の日本において人間ならざる能力により日本を支えたものたち。現代においては政治・経済・芸術などの様々な分野においてその能力を発揮しており、人間よりも地位や権力は高くなっている。あやかしは時々人間の女性の中から花嫁となる人物を選ぶが、彼らには一目見た瞬間に花嫁となるべき人物が分かるという。

花嫁（はなよめ）
人間の女性の中からあやかしの運命の相手として選ばれ、あやかしの霊力を高める唯一無二の存在。花嫁に選ばれた女性は夫の一族に祝福をもたらす存在として溺愛されることから、花嫁に選ばれることは女性たちの憧れとなっている。

## 制作背景
「ノベマ！」にて「あやかし×恋愛」をテーマにした「第1回ノベマ！キャラクター短編小説コンテスト」が開催されることを知った作者は、どのような内容で応募するかを考えていた中で、「みつけた、俺の花嫁」というフレーズと二人の出会いのシーンが浮かんだという。そして、この内容でコンテストに応募した結果、優秀賞を受賞し、その後書籍化が決定することとなった。
作者は気を付けている点として「玲夜の愛情表現がやりすぎにならない」ことを挙げている。これは「どれだけ相手を愛していても許せないラインがある」という作者の考えによるものであり、作者は玲夜が柚子のバイトを勝手に辞めさせるシーンを例に挙げ、「押しつけがましくならず、相手を慮った愛情の与え方になるようにする」ことを意識していると話している。

## 影響・評価
スターツ出版が発表した2023年12月期第1四半期の決算では純利益が前年同期比268.5％増となっており、コミックレーベルやライト文芸レーベルなどの作品売上が好調であることが報告され、とりわけ本作が売上に大きく貢献しているという。
書評家・ライターのタニグチリウイチは本作について「虐げられた境遇にあった少女が鬼の花嫁となったことで救われ、癒やされていく展開で読む人の心を浮き立たせた」と評している。

## 既刊一覧

### 小説
- クレハ（著） / 白谷ゆう（イラスト）、スターツ出版〈スターツ出版文庫〉、既刊9巻（2024年5月24日現在）
  1. 『鬼の花嫁〜運命の出逢い〜』2020年10月28日初版第1刷発行（同日発売[18]）、ISBN 978-4-8137-0993-0
  2. 『鬼の花嫁二〜波乱のかくりよ学園〜』2020年12月28日初版第1刷発行（同日発売[19]）、ISBN 978-4-8137-1025-7
  3. 『鬼の花嫁三〜龍に護られし娘〜』2021年5月28日初版第1刷発行（同日発売[20]）、ISBN 978-4-8137-1097-4
  4. 『鬼の花嫁四〜前世から繋がる縁〜』2021年9月28日初版第1刷発行（同日発売[21]）、ISBN 978-4-8137-1156-8
  5. 『鬼の花嫁五〜未来へと続く誓い〜』2021年12月28日初版第1刷発行（同日発売[22]）、ISBN 978-4-8137-1195-7
  6. 『鬼の花嫁 新婚編一〜新たな出会い〜』2022年8月28日初版第1刷発行（8月26日発売[23]）、ISBN 978-4-8137-1314-2
  7. 『鬼の花嫁 新婚編二〜強まる神子の力〜』2023年2月28日初版第1刷発行（2月24日発売[24]）、ISBN 978-4-8137-1397-5
  8. 『鬼の花嫁 新婚編三〜消えたあやかしの本能〜』2023年7月28日初版第1刷発行（同日発売[25]）、ISBN 978-4-8137-1461-3
  9. 『鬼の花嫁 新婚編四〜もうひとりの鬼〜』2024年5月24日発売[26]、ISBN 978-4-8137-1589-4

### 漫画
- クレハ（原作） / 富樫じゅん（作画） 『鬼の花嫁』 スターツ出版〈noicomi COMICS〉、既刊7巻（2025年6月13日現在）
  1. 2022年8月26日初版第1刷発行（同日発売[27]）、ISBN 978-4-8137-6124-2
  2. 2023年2月24日初版第1刷発行（同日発売[27]）、ISBN 978-4-8137-6176-1
  3. 2023年7月28日初版第1刷発行（同日発売[27]）、ISBN 978-4-8137-6210-2
  4. 2024年1月26日発売[27]、ISBN 978-4-8137-6271-3
    - （特装版）同日発売[27]、ISBN 978-4-8137-6272-0

  5. 2024年5月24日発売[27]、ISBN 978-4-8137-6316-1
  6. 2024年11月22日発売[27]、ISBN 978-4-8137-6377-2
  7. 2025年6月13日発売[27]、ISBN 978-4-8137-6443-4

## 朗読劇
はまぎんホール ヴィアマーレにて本作の朗読劇が2023年11月18日と19日に上演された。なお、一部キャストは日替わりとなっている（下記参照）。

### スタッフ
- 作画 - 富樫じゅん[29]
- 原作 - クレハ[29]
- 協力 - スターツ出版株式会社[29]
- 脚本 - おかざきさとこ[29]
- 演出 - 保科由里子[29]
- 主催 - 朗読劇「鬼の花嫁」製作委員会[29]

### キャスト
左記が18日、右記が19日のキャストとなっている。一人の場合は両日共通。
- 柚子 - 直田姫奈[28][29] / 石見舞菜香[28][29]
- 鬼龍院玲夜 - 水中雅章[28][29] / 増田俊樹[28][29]
- 花梨 - 影山灯[28][29] / 千本木彩花[28][29]
- 狐月瑶太 - 鈴木裕斗[28][29] / 小林千晃[28][29]
- 透子 - 大森日雅[28][29]
- 猫田東吉 - 大河元気[28][29]

## テレビアニメ
2025年6月にテレビアニメ化が発表された。

### スタッフ
- 原作 - クレハ[4]
- 作画 - 富樫じゅん[4]